# Clion, Charente-Maritime
Clion är en kommun i departementet Charente-Maritime i regionen Nouvelle-Aquitaine i västra Frankrike. Kommunen ligger  i kantonen Saint-Genis-de-Saintonge som ligger i arrondissementet Jonzac. År 2022 hade Clion 847 invånare.

## Befolkningsutveckling
Antalet invånare i kommunen Clion
Referens:INSEE